# Cinemais
A Cinemais é uma rede brasileira de cinemas, com sede na cidade de Uberlândia,  presente em nove cidades de três Estados do país, localizados nas regiões Centro-Oeste e Sudeste. Seu parque exibidor conta com dez complexos, totalizando 45 salas de cinemas, sendo 13 salas com projeção em 3D, média de 4,5 salas por complexo. Suas 8 287 poltronas perfazem uma média de 185,15 assentos por sala.

## História
A história da Cinemais iniciou-se na década de 1990, com a abertura dos complexos das cidades de Uberaba e Uberlândia. A abertura do cinema do Shopping Santa Úrsula, de Ribeirão Preto, em dezembro de 2000, marcaria a expansão da rede para fora do Estado de Minas Gerais.

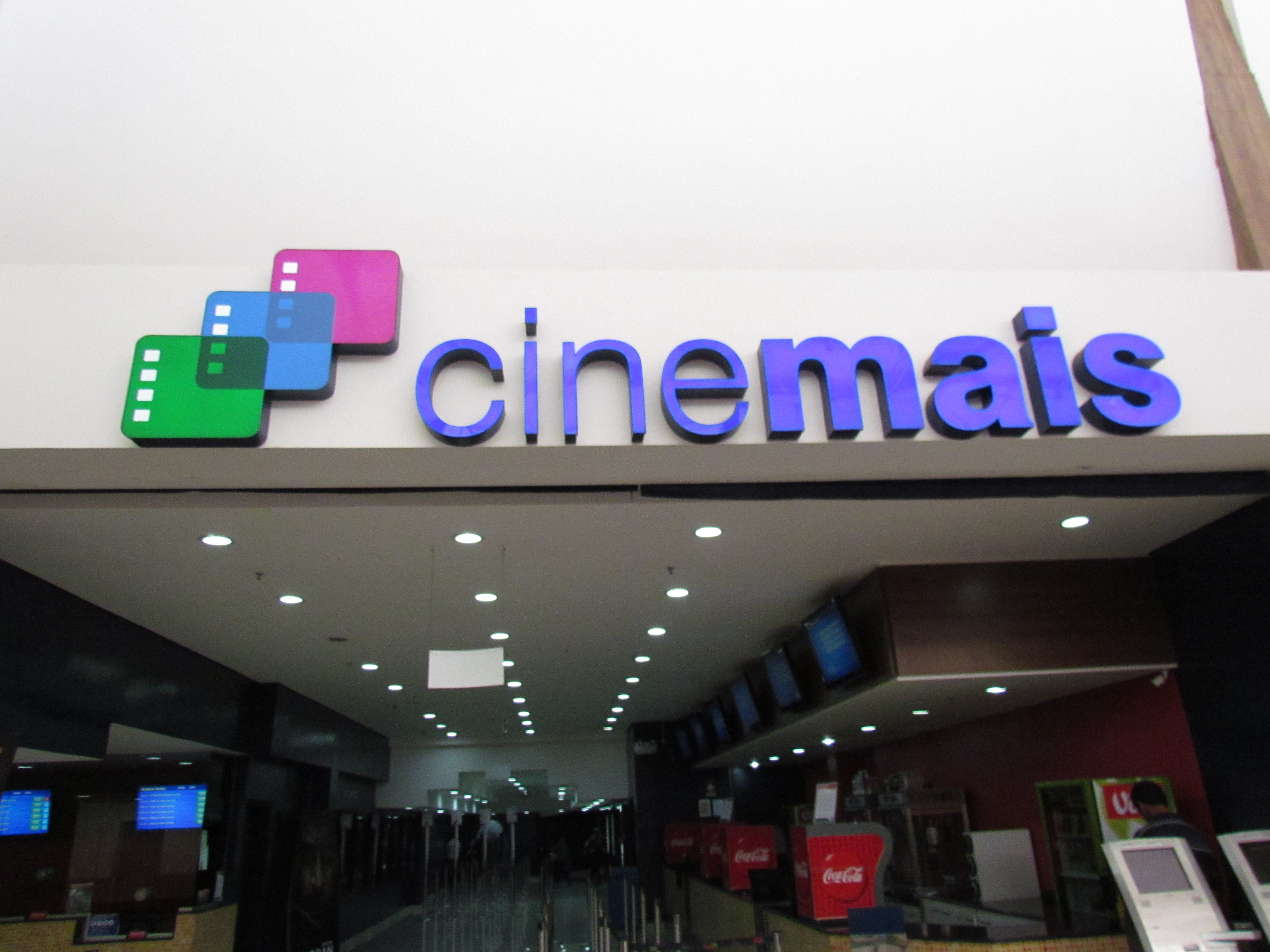
Fachada e corredor principal do Cinemais Montes Claros

Em 2005, foi anunciada a chegada da empresa no estado de Santa Catarina, nas cidade de Florianópolis, com abertura de complexo no Shopping Florianópolis e na cidade de Tubarão. Porém, esses projetos não se concretizaram. Em abril de 2014, o Cinemais deixou de operar os complexos da cidades de Uberlândia, Cuiabá, Manaus, São José do Rio Preto e Marília, que passaram a fazer parte da rede mexicana Cinépolis. A programação destas unidades já está disponibilizada no site da Cinépolis e em breve as salas passarão por adequações para o padrão utilizado pela nova rede.
Em 2012, as salas possuíam sistemas de projeção Simplex e processadores de som digitais (Dolby e DTS). Com relação à digitalização (processo de substituição dos projetores de película 35mm por equipamentos digitais), a Cinemais atingiu 100% de suas salas no primeiro trimestre de 2015, conforme informe de acompanhamento de mercado da Agência Nacional de Cinema - ANCINE. De acordo com o portal Filme B, a rede atingiu o 18º lugar entre os maiores exibidores brasileiros por número de salas (dados de março de 2015).
Em junho de 2016, a empresa adentrou no mercado das salas especiais, ao inaugurar duas salas VIPs e uma sala Magic D no complexo instalado no Shopping Uberaba. As salas que levam a marca Magic D possuem som Dolby Atmos e projeção 4K, além de ser semi vip e possuir poltronas diferenciadas. O complexo instalado no Shopping Jardim Norte em 14 de julho de 2016, de Juiz de Fora, também possui uma sala com esta configuração. Outra inovação foi a disponibilização de uma sala específica para programação cult no complexo de Uberaba, que levou o nome de "Sala UNIUBE", como referência à Universidade de Uberaba (UNIUBE).
Seu atual presidente e programador é o empresário mineiro Pedro Antonio Naves, indicado ao prêmio ED - Exibição e Distribuição 2014, na categoria Destaque Profissional de Programação.

## Público
Abaixo a tabela de público e sua evolução de 2008 até 2019, considerando o somatório de todas as suas salas a cada ano. A variação mencionada se refere à comparação com os números do ano imediatamente anterior. É possível perceber que a transferência dos complexos para a Cinépolis em 2014 não só interrompeu a curva de crescimento como representou uma queda de quase metade do público da rede.
Os dados foram extraídos do banco de dados Box Office do portal de cinema Filme B, sendo que os números de 2014 e 2015 tem como origem o Database Brasil. Já os dados de 2016 em diante procedem do relatório "Informe Anual Distribuição em Salas Detalhado", do Observatório Brasileiro do Cinema e do Audiovisual (OCA) da ANCINE.
| Ano  | Público total | Ranking no país | Market Share | Variação |
| ---- | ------------- | --------------- | ------------ | -------- |
| 2008 | 2 102 973     | 10º             | 2,46%        | ano-base |
| 2009 | 2 930 658     | 10º             | 2,59%        | 39,36%   |
| 2010 | 3 754 333     | 10º             | 2,78%        | 28,11%   |
| 2011 | 4 771 560     | 10º             | 3,37%        | 27,09%   |
| 2012 | 5 241 446     | 9º              | 3,52%        | 9,85%    |
| 2013 | 5 277 722     | 9º              | 3,49%        | 0,69%    |
| 2014 | 2 858 158     | 12º             | 1,82%        | 45,84%   |
| 2015 | 1 646 237     | 19º             | 0,91%        | 42,40%   |
| 2016 | 1 586 585     | 21º             | 0,87%        | 3,62%    |
| 2017 | 1 622 573     | 19º             | 0,91%        | 2,27%    |
| 2018 | 1 438 717     | 19º             | 0,89%        | 11,33%   |
| 2019 | 1 547 842     | 19º             | 0,88%        | 7,58%    |